# Johannes Adrian von Plencken
Johannes Adrianus von Plencken, auch Joannes Adrianus Pleinck (* 26. Juli 1635 in Warburg (Westfalen); † 8. April 1719 in Breslau (Schlesien)) war ein Jurist und hoher Beamter.

## Leben

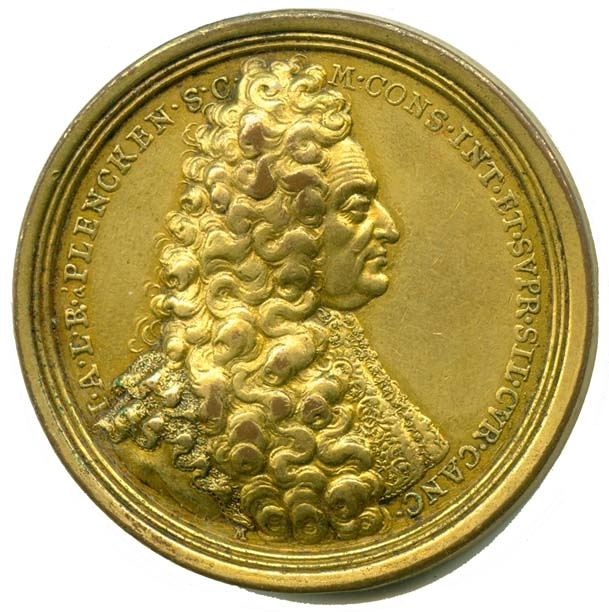
Medaille 1718

Nach dem Schulbesuch in Warburg begann er 1650 ein Studium an der Theologischen Hochschule Paderborn. Von 1656 bis 1660 studierte er an der Universität Prag, 1661 an der Universität Ingolstadt. Es folgte eine Italienreise (→Grand Tour).
Ab 1665 war er Berater für böhmisch-mährisch-schlesisches Recht. Im Jahre 1667 wurde er durch Kaiser Leopold I. in den böhmischen Ritterstand erhoben. Ab dem Jahre 1668 war er als Oberamtsrat in Breslau tätig. Während seiner Amtszeit wurde die Universität Breslau gegründet. Er vertrat den Kaiser bei der Einweihungsfeier am 15. November 1702. Im Jahre 1678 wurde er in den Freiherrenstand erhoben. Anlässlich seines fünfzigjährigen Dienstjubiläum als Oberamtsrat im Jahre 1718 wurde er zum Geheimen Rat ernannt und eine Medaille ihm zu Ehren wurde herausgegeben.
Plencken war durch seine Funktion auch gleichzeitig Kanzler der Breslauer Universität. Während der Pestwelle in Schlesien von 1708 bis 1713 organisierte er Quarantänemaßnahmen und die medizinische Versorgung.